# Sciuro-hypnum fuegianum
Sciuro-hypnum fuegianum là một loài Rêu trong họ Brachytheciaceae. Loài này được (Broth.) Ochyra & Żarnowiec mô tả khoa học đầu tiên năm 2003.